# I Gusti Ngurah Rai
Pour les articles homonymes, voir Rai.
I Gusti Ngurah Rai (Desa Carangsari, Kabupaten Badung, Bali, 30 janvier 1917 – Marga, Tabanan, 20 novembre 1946) est un Héros national d'Indonésie. Lieutenant-colonel commandant les forces armées indonésiennes à Bali contre les Néerlandais durant la Guerre d'indépendance indonésienne, il fut tué lors de la bataille de Margarana.

## Biographie

### Jeunesse
Ngurah Rai naît dans le Desa de Carangsari, Kabupaten Badung à Bali le 30 janvier 1917. Il étudie à l'école élémentaire hollandaise puis au collège de Malang, Java oriental. Il suit ensuite l'entraînement militaire hollandais à l'École militaire des Cadets à Gianyar, Bali et Magelang, Java central. Après avoir obtenu son diplôme, il rejoint l'armée hollandaise comme lieutenant en second à Bali,.

### Carrière militaire

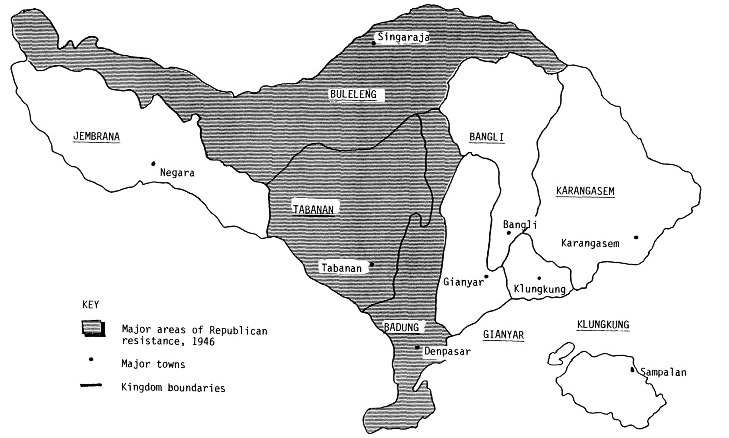
La division politique des royaumes balinais pendant la Révolution indonésienne (1945-49)

Après la proclamation de l'indépendance de l'Indonésie, il crée l'Armée populaire de sécurité, précurseur des Forces armées indonésiennes pour les petites îles de la Sonde. Il part ensuite pour Yogyakarta, capitale de la République, pour recevoir les ordres avant de retourner à Bali s'opposer à environ 2 000 soldats hollandais qui avaient débarqué les 2 et 3 mars 1946.
Ngurah Rai trouve des forces républicaines divisées et s'attache à les rassembler. Il organise ensuite la première attaque contre le quartier général des forces hollandaises à Tabanan. Les Hollandais cherchent à localiser la base de Ngurah Rai et proposent des négociations que celui-ci refuse.
Le 20 novembre 1946, les Hollandais lancent une attaque d'envergure sur Marga avec l'aide des troupes de Lombok et l'appui de l'aviation. Le Lieutenant-colonel Ngurah Rai ordonne un puputan (combat jusqu'à la mort) dans lequel il meurt avec tous ses soldats,. La bataille est connue sous le nom de Bataille de Margarana.

## Funérailles et statut de héros national
Ngurah Rai est inhumé à Marga. Le 9 août 1975, il est déclaré héros national par décision présidentielle n° 063/TK/TH 1975. Son nom est donné à l'aéroport international de Denpasar, à Bali et il apparaît sur les billets de 50 000 rupiah indonésiennes.

### Galerie de photos

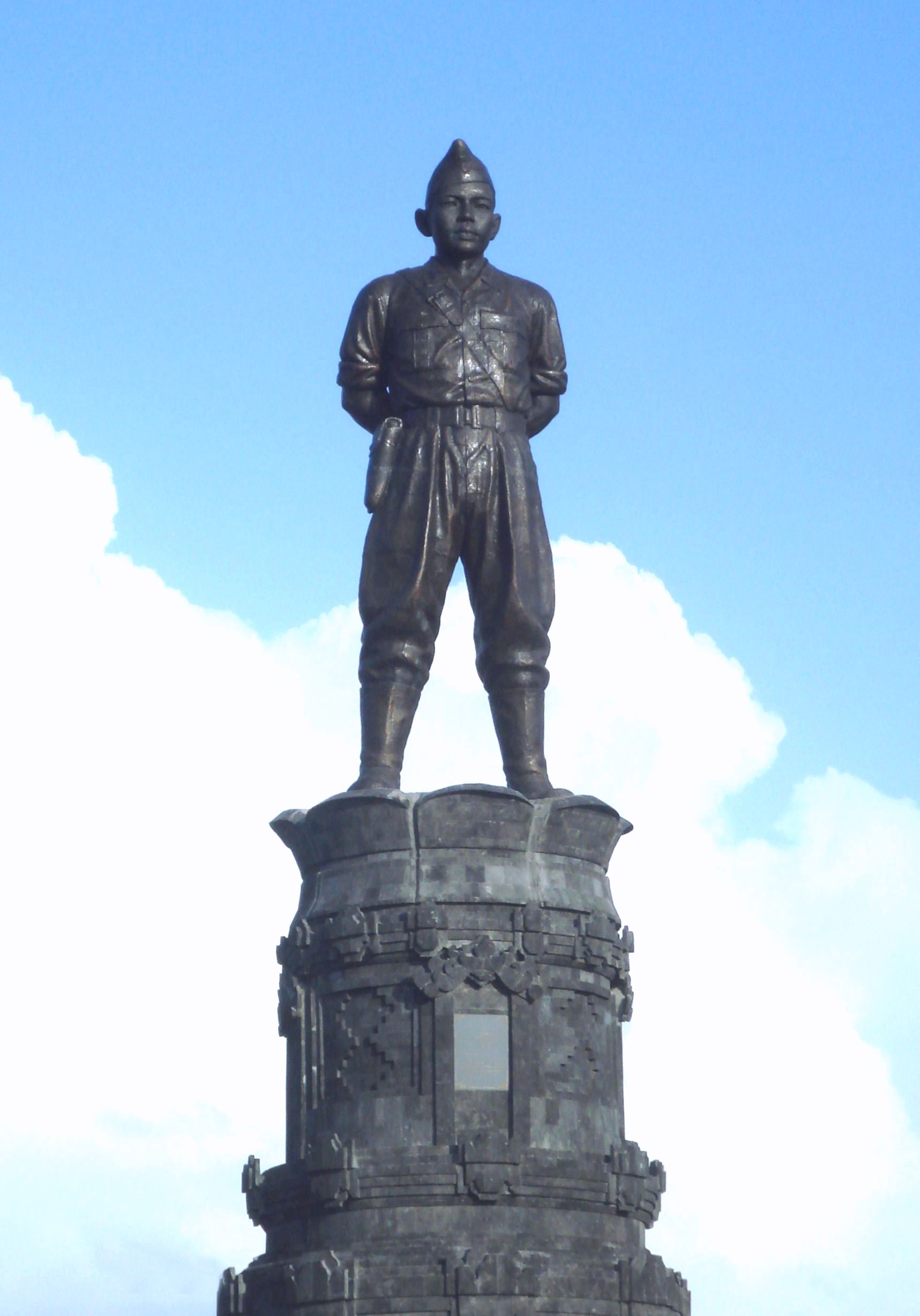
Statue d'I Gusti Ngurah Rai à Bali
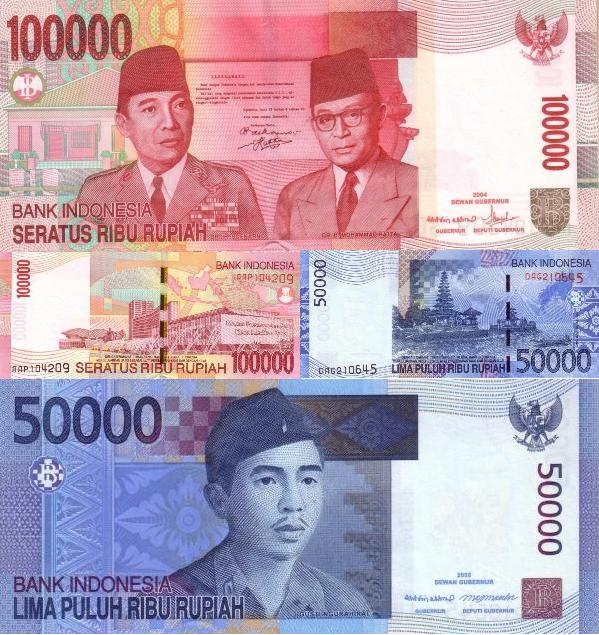
Coupures de 100 000 et 50 000 rupiah représentant respectivement Soekarno et Hatta et Ngurah Rai